# Таусугур
Таусугур (каз. Таусүгір) — село в Енбекшиказахском районе Алматинской области Казахстана. Входит в состав Асинского сельского округа. Код КАТО — 194037800.

## История
Село Викторьевское основано в 1912 г. В 1913 г. в нём насчитывалось 78 дворов, имелся молитвенный дом, одна мельница. Село входило в состав Зайцевской волости Зайцевского участка Верненского уезда Семиреченской области.

## Население
В 1999 году население села составляло 51 человек (25 мужчин и 26 женщин). По данным переписи 2009 года, в селе проживало 66 человек (37 мужчин и 29 женщин).

## Топографические карты
- Лист карты K-44-13 Чилик. Масштаб: 1 : 100 000. Состояние местности на 1979 год. Издание 1984 г.